# Ростовсоцбанк
Ростовсоцбанк — российский коммерческий банк. Основан в 1989 году, зарегистрирован ЦБ РФ в октябре 1990 года. Первый коммерческий банк на юге России был образован в результате коммерциализации Ростовской конторы Жилсоцбанка СССР. В 1990-х годах являлся одним из крупнейших банков на территории Ростовской области с несколькими филиалами в Ростове-на-Дону, а также в городах Таганрог, Шахты, Гуково, Донецк.
Председателем совета директоров банка с 1997 года являлся известный предприниматель Иван Саввиди. В 1998 году обязанности председателя правления банка в кризисный период для Ростовсоцбанка вплоть до отзыва у банка лицензии исполнял финансист Леонид Шафиров.
Гуковский филиал Ростовсоцбанка дважды, 1994 и в 1998 годах, спасал банковские вклады жителей города Гуково Ростовской области и финансовые ресурсы местных организаций. Ростовсоцбанк прекратил существование в 1998 году. Банк смог до создания Системы страхования вкладов, ещё до отзыва банковской лицензии обеспечить полный возврат вкладов всем физическим лицам.
В 1999 году часть сотрудников Ростовсоцбанка стали учредителями, руководителями и иными служащими Донского народного банка, позднее присоединившегося к ОТП-Банку

## История
Основан в октябре 1989 года в Ростове-на-Дону под названием Ростовский коммерческий банк социального развития — «Ростовсоцбанк». В 1990 году получил лицензию ЦБ РФ.
В 1993 году банк стал учредителем Народного независимого пенсионного фонда. В 1994 году совместно с региональными банками «Донкомбанк», «Югмебельбанк» и банком «Центр-инвест» образовал консорциум, в рамках которого банки выпускали векселя для разрешения возникшего в стране и в регионе кризиса неплатежей. Хождение векселей банков, входящих в консорциум, осуществлялось на территории Ростовской области.
В 1994 году, при возникновении неплатёжеспособности московского «Геолбанка», из Гуковского филиала Геолбанка во вновь открытый под руководством Леонида Шафирова Гуковский филиал Ростовсоцбанка в течение нескольких дней были переведены вклады всех пяти тысяч вкладчиков и нескольких сотен счетов организаций. Аналогичная процедура перевода активов и обязательств в банк-санатор была официально внедрена Центральным Банком только в 2009 году, при этом банки-санаторы получали льготное финансирование. Спасение средств клиентов Гуковского филиала Геолбанка осуществлялось без финансовой помощи Банка России, при этом руководство Главного управления Банка России по Ростовской области оказало организационную помощь в открытии филиала Ростовсоцбанка в городе Гуково. Оперативный перевод всех активов и обязательств перед клиентами и вкладчиками из Гуковского филиала Геолбанка в Гуковский филиал Ростовсоцбанка был осуществлён без их согласия, однако это позволило избежать изъятия активов гуковского филиала Геолбанка для расчётов по долгам московского Геолбанка и спасти сбережения вкладчиков — жителей шахтёрских городов Ростовской области.
В 1995 году Ростовсоцбанк стал инициатором создания Независимой клиринговой палаты «Информбанк», которая взяла на себя проведение банковских расчётов ряда региональных банков России. Также банк выступил учредителем Ростовского универсального банка, созданного для аналогичных целей. Проведение межбанковских расчётов в режиме реального времени было актуальным, так как Система банковских электронных срочных платежей была создана Банком России только в 2007 году.
К 1997 году активы Гуковского филиала Ростовсоцбанка уже составили треть всех активов Ростовсоцбанка. В 1998 году в Гуковском филиале Ростовсоцбанка хранили сбережения и имели расчётные счёта более 25 000 тысяч вкладчиков и организаций, среди них — коллективы шахтёров и шахтостроителей: АО «Гуковуголь», АО «Шахтуголь», АО «Обуховское», АО «Ростовшахтострой». В шахтёрских территориях Ростовской области, в которых был низкий уровень финансовой доступности, Гуковский филиал Ростовсоцбанка начал учитывать векселя Гуковугля для сокращения негативного эффекта кризиса неплатежей, предоставлял кредиты малым предприятиям, работающим и самозанятым гражданам, а также оказал содействие в организации работы комиссий по трудовым спорам в организациях-клиентах, чем обеспечивал выплату заработной платы шахтёрам на основании удостоверений данных комиссий в приоритетном порядке, до налоговых и иных платежей.
В начале 1998 года Ростовсоцбанк стал испытывать финансовые трудности в связи с ростом доли просроченных проблемных кредитов в кредитных портфелях Головного офиса и ряда филиалов банка. Были допущены неплатежи по поручениям клиентов, возникли проблемы с возвратом средств вкладчикам. Руководившая Ростовсоцбанком с даты его основания Валентина Михайловна Яшкова сложила полномочия председателя Правления. Руководством Ростовсоцбанка была предпринята попытка изъятия активов из Гуковского филиала в целях использования этих средств для расчётов по долгам перед вкладчиками и другими клиентами в политически важном для руководства и акционеров Ростовсоцбанка областном центре — городе Ростове-на-Дону. Руководители филиала Л. А. Шафиров и Л. И. Клочко отказались исполнять распоряжение руководства Ростовсоцбанка о выдаче из кассы филиала представителям Головного офиса денежной наличности, ценных бумаг и иностранной валюты. Вместо этого они при помощи руководства города Гуково и АО «Гуковуголь» пригласили 27 тысяч вкладчиков и клиентов экстренно забрать вверенные филиалу сбережения, а также обратились к заёмщикам с просьбой оперативно погасить кредиты. Это позволило за 3 недели произвести полный расчёт со всеми клиентами Гуковского филиала Ростовсоцбанка — организациями и вкладчиками. В результате Гуковский филиал Ростовсоцбанка был фактически ликвидирован. Незначительная часть вкладчиков стала членами коммандитного товарищества, за счёт средств этих вкладчиков у Гуковского филиала Ростовсоцбанка были приобретены права на долгосрочные кредиты и иные инвестиционные активы, которые не могли быть оперативно реализованы или погашены. Товарищество на вере предоставило рабочие места бывшим сотрудникам Гуковского филиала Ростовсоцбанка.
В апреле 1998 года Леонид Шафиров по согласованию с Главным управлением Банка России по Ростовской области был назначен антикризисным управляющим Ростовсоцбанка, ему было поручено обеспечить полный расчёт с вкладчиками Ростовсоцбанк. В результате проведённой работы по взысканию просроченных кредитов и реализации активов Ростовсоцбанк в течение четырёх месяцев, ещё до девальвации августа 1998 года, возвратил сбережения всем вкладчикам во всех остальных филиалах Ростовсоцбанка в Ростове-на-Дону (5 подразделений), в Таганроге, в городах Шахты и Донецк. Большая часть обязательств перед юридическими лицами также была исполнена путём продажи им активов банка, а также посредством списания со счетов юридических лиц денежных средств по их платежам в бюджет без оплаты Ростовсоцбанком таковых. Возможность считать налоговые обязательства по таким платежам исполненными была впоследствии подтверждена Постановлением Конституционного суда РФ.
Кандидат экономических наук Ю. С. Эзрох, исследовавший данный опыт по спасению средств клиентов банка, отмечал: «Сейчас уже с улыбкой воспринимаются рассказы о периоде становления банковской системы, о нарушениях, которые допускали банки. Какие времена, такие и банки — в 1990-е годы в России жили не по закону, а по „понятиям“. В рамках такого мировосприятия перевод средств без согласия кредиторов в другой банк воспринимается безусловно положительно — деньги-то спасли! Правда и сейчас это возможно. Агентство по страхованию вкладов при проведении санации проблемного банка действительно вправе без согласия вкладчиков передать обязательства перед ними „здоровому“ банку. То есть команда Ростовсоцбанка использовала подобный механизм, хоть и не в рамках действующего законодательства: в 1994 и в 1998 годах, спасая средства клиентов филиалов банков — банкротов. К тому же это происходило во времена, когда не еще не было ни АСВ, ни его предшественника — Агентства по реструктуризации кредитных организаций (АРКО). Возврат средств вкладчикам филиала банка, терпящего катастрофу, свидетельствует о высоком уровне заинтересованности сотрудников в благополучии всех „своих“ клиентов. Такие „клиентоориентированные“ действия с трудом можно представить в современном мире».
Банк России отозвал лицензию у Ростовсоцбанка в сентябре 1998 года.
В 1999 году бывшие сотрудники и клиенты Гуковского филиала Ростовсоцбанка приобрели 100-процентную долю в уставном капитале убыточного банка «Егорлык», который впоследствии был переименован в «Донской народный банк». Донской народный банк, имевший головной офис и юридический адрес в Гуково, в короткие сроки привлек значительные средства вкладчиков, стал к 2008 году крупным розничным банком Ростовской области. В 2010 году Донской народный банк был присоединён к ОТП-Банку – дочернему банку самой большой кредитной организации Венгрии.